# Rode tandbaars
De Rode tandbaars (Epinephelus morio) is een straalvinnige vis uit de familie van zaagbaarzen (Serranidae), orde baarsachtigen (Perciformes), die voorkomt in het westen en het zuidwesten van de Atlantische Oceaan.

## Anatomie
Epinephelus morio kan een lengte bereiken van 125 cm en kan maximaal 25 jaar oud worden. Van de zijkant gezien heeft het lichaam van de vis een normale vorm, van bovenaf gezien is de vorm het beste te typeren als gedrongen. De kop is duidelijk convex. De ogen zijn normaal van vorm en zijn symmetrisch. De mond zit aan de bovenkant van de kop.
De vis heeft één zijlijn, één rugvin met 11 stekels en 16-17 vinstralen en één aarsvin met drie stekels en acht vinstralen.

## Leefwijze
Epinephelus morio is een zoutwatervis die voorkomt in een subtropisch klimaat. De soort is voornamelijk te vinden in kustwateren (zoals estuaria, lagunes en brakke zeeën), zeeën, zachtstromend water, wateren met een zachte ondergrond, rotsachtige wateren, wateren op een harde ondergrond, koraalriffen en wateren waarvan de bodem bedekt is met zeegras. De diepte waarop de soort voorkomt is 5 tot 300 m onder het wateroppervlak.
Hun hol graven ze dichtgeslibde gaten open in de rotsen. Hierdoor creëren ze ook een habitat voor andere soorten.
Het dieet van de vis bestaat hoofdzakelijk uit dierlijk voedsel, waarmee het zich voedt door te jagen op macrofauna en vis.

## Relatie tot de mens
Epinephelus morio is voor de visserij van aanzienlijk commercieel belang. Bovendien wordt er op de vis gejaagd in de hengelsport. De soort kan worden bezichtigd in sommige openbare aquaria. De vis is ook erg geliefd in de keuken in Florida.